# Émile Faguet
Auguste Émile Faguet (La Roche-sur-Yon, 17 de diciembre de 1847-París, 7 de junio de 1916) fue un ensayista y crítico literario francés.

## Biografía
Hijo de Víctor Faguet, profesor de literatura en Poitiers y autor de diversas obras, Émile Faguet asistió a la escuela primaria en Poitiers, al Lycée Janson de Sailly de París y realizó sus estudios de bachillerato el Lycée Charlemagne de París y los universitarios, en la École Normale Supérieure; recibió su doctorado en literatura en 1883. Primero fue profesor de literatura en la escuela secundaria (en Poitiers, La Rochelle, Burdeos y Moulins, Clermont-Ferrand y por último en París), entró a la Sorbona en 1896, primero como profesor asociado y desde 1897 a la cátedra de poesía francesa. Su trabajo más importante se ha centrado en la crítica literaria y la historia de la literatura francesa.
Trabajó en numerosos periódicos, incluyendo el Journal des débats. También se interesó en la política. En 1903 fue elegido miembro de la Academia Francesa.

## Obra
- La Tragédie française au XVI siècle (1883)

- Corneille  (1885)

- La Fontaine  (1889)

- Politiques et moralistes du XIX siècle (1891)

- Voltaire  (1894)

- Flaubert  (1899)

- Le Libéralisme (1903)

- Émile Zola. Paris 1903.

- Simplification simple de l’orthographe  (1905)

- Pour qu’on lise Platon  (1905)

- L’anticléricalisme. Paris (1906)

- Le pacifisme  (1908)

- Vie de Jean-Jacques Rousseau. Paris (1911)

- L’Art de lire  (1912)

- Le culte de l'incompétence  (1912)